# Lionel Lindon
Lionel Lindon (2 de setembro de 1905 — 20 de setembro de 1971) é um diretor de fotografia estadunidense. Venceu o Oscar de melhor fotografia na edição de 1957 por Around the World in 80 Days.